# Sociedade Cultural Recreativo de Monteiro
Sociedade Cultural Recreativo de Monteiro is een Braziliaanse voetbalclub uit Monteiro in de deelstaat Paraíba, bekend als Socremo.

## Geschiedenis
De club werd opgericht in 1968 en speelde in 1993 voor het eerst in de hoogste klasse van het Campeonato Paraibano. De club speelde daar tot 1997 en keerde daarna nog één keer terug in 2000.